# Monte Urano
Monte Urano település Olaszországban, Marche régióban, Fermo megyében. Lakosainak száma 7812 fő (2023. január 1.). Monte Urano Fermo, Sant’Elpidio a Mare, Torre San Patrizio és Montegranaro községekkel határos.

## Népesség
A település lakossága az elmúlt években az alábbi módon változott:
| Lakosok száma | 8280 | 8218 | 7812 |
|               | 2017 | 2018 | 2023 |